# 대동강맥주
대동강맥주(大同江麥酒)는 조선민주주의인민공화국의 대동강맥주공장에서 생산하는 맥주다.

## 역사

### 생산 설비
2000년, 180년 전통의 영국 트로브리지에 소재하여 이미 폐업한 어셔스 양조로부터 양조장 설비를 인수 인계하여 독일의 건조실 설비와 함께 도입하고, 평양직할시 사동구역 송신동에 ‘대동강맥주공장’을 설립하여 2002년 4월부터 맥주를 생산하기 시작하였다.

## 종류
다음의 7가지 종류가 있다.
- 대동강맥주 1번: 맥아 100%.

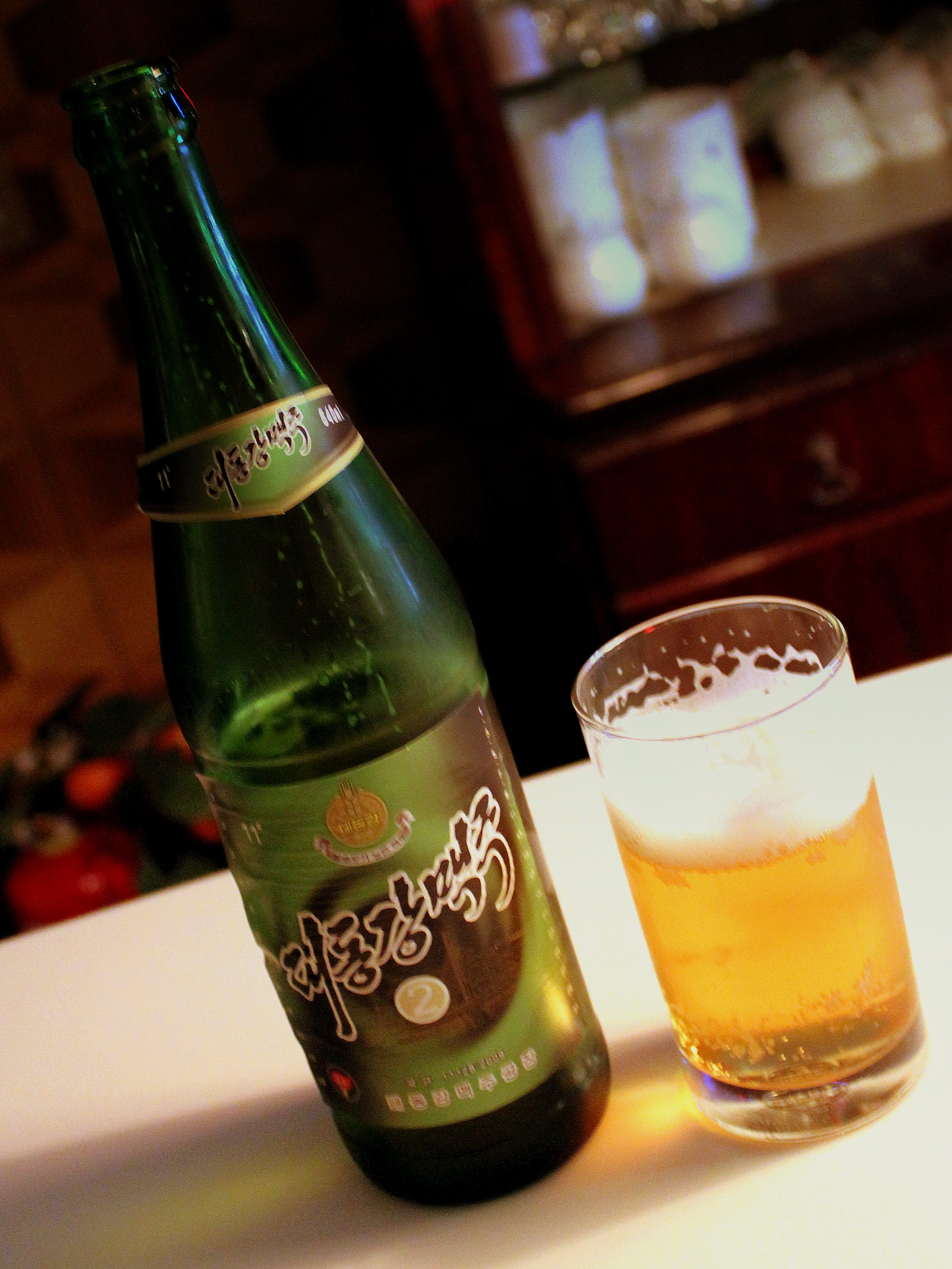
대동강맥주 2번

- 대동강맥주 2번: 맥아 70%, 백미 30%.
- 대동강맥주 3번: 맥아 50%, 백미 50%.
- 대동강맥주 4번: 맥아 30%, 백미 70%.
- 대동강맥주 5번: 백미 100%.
- 대동강맥주 6번: 흑맥주, 맛이 진하고 커피 향이 남.
- 대동강맥주 7번: 흑맥주, 맛이 부드럽고 초콜릿 향이 남.

## 수출

### 대한민국
2007년까지는 대한민국에 수출했으나 가격이 급속도로 상승하면서 2010년 5·24 대북제제조치로 수입 판매를 중지하게 되었다.

### 미국
2008년 평양소주를 미국에 수입했던 미국 뉴욕 소재 미주조선평양무역회사(대표 박일우)가 2010년 9월 30일 미국 재무부로부터 수입 승인을 받아 미국 시장에 대동강맥주를 시판하려 했으나, 2011년 4월 19일 미국의 행정명령 발효로 이전에 승인된 계약, 면허, 허가에 대해서까지 조선민주주의인민공화국으로부터의 상품이나 서비스, 기술의 직간접적 수입이 금지됨에 따라 대동강맥주의 미국 수입이 사실상 어렵게 되었다.

### 중국
2017년 현재 한 병당 20위안(약 3500원)의 가격에 판매되고 있다.

## 갤러리

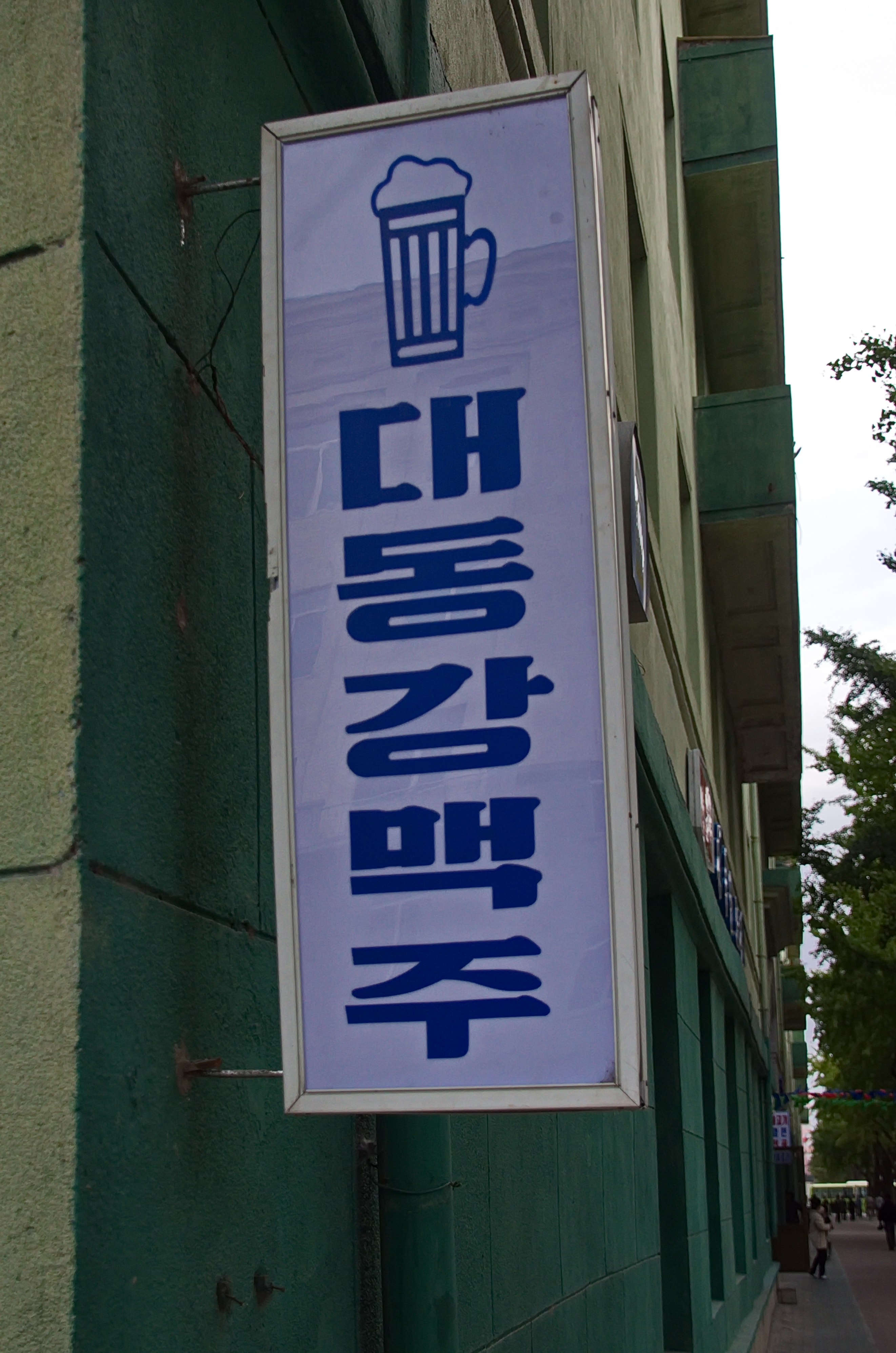
대동강맥주

## 같이 보기
- 북한의 맥주